# Elecciones presidenciales de Portugal de 1976

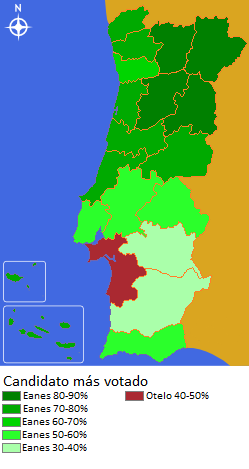
Resultados de las elecciones presidenciales de 1976 por circunscripción.

Las primeras elecciones presidenciales portuguesas después de la Revolución de los Claveles (25 de abril de 1974) se celebraron el 27 de junio de 1976.
En estas elecciones fueron candidatos el general António Ramalho Eanes —independiente, aunque con el apoyo de los partidos de la izquierda moderada y centro-derecha—, Otelo Saraiva de Carvalho —excomandante de COPCON, independiente, con apoyos de partidos de izquierda y extrema izquierda—, José Baptista Pinheiro de Azevedo —ex primer ministro, independiente— y Octávio Pato —con el apoyo del PCP—.
El prestigio que Ramalho Eanes adquirió como líder de las fuerzas que derrotaron el movimiento del 25 de noviembre de 1975 le sirvió para conseguir fácilmente la victoria electoral. Así, se convirtió en el primer presidente elegido democráticamente en la historia de Portugal. Fue el candidato más votado en todos los distritos del Portugal continental, excepto en el distrito de Setúbal, y en las regiones autónomas de Madeira y Azores.

## Resultados
| Elecciones Presidenciales de Portugal del 27 de junio de 1976 Presidente Escrutinio definitivo Fuentes: |

| Partidos                                   | Candidatos                        | Votos     | %      |
| ------------------------------------------ | --------------------------------- | --------- | ------ |
| Independiente apoyado por: PS PPD-PSD CDS  | António Ramalho Eanes             | 2 967 137 | 61,59% |
| Independiente apoyado por: UDP MES FSP PRP | Otelo Saraiva de Carvalho         | 792 760   | 16,46% |
| Independiente                              | José Baptista Pinheiro de Azevedo | 692 147   | 14,37% |
| PCP                                        | Octávio Pato                      | 365 586   | 7,59%  |
|                                            |                                   |           |        |
| Votos positivos                            | Votos positivos                   | 4 817 630 | 98,70% |
|                                            |                                   |           |        |
| Votos en blanco                            | Votos en blanco                   | 20 253    | 0,41%  |
| Votos nulos                                | Votos nulos                       | 43 242    | 0,89%  |
|                                            |                                   |           |        |
| Total votantes (75,47%)                    | Total votantes (75,47%)           | 4 881 125 | 100%   |
| Electores habilitados                      | Electores habilitados             | 6 467 480 |        |

## Resultados por circunscripciones electorales
|                           | %             | %                         | %                   | %            |
| Circunscripción electoral | Ramalho Eanes | Otelo Saraiva de Carvalho | Pinheiro de Azevedo | Octávio Pato |
| ------------------------- | ------------- | ------------------------- | ------------------- | ------------ |
| Azores                    | 71,1          | 2,3                       | 22,4                | 4,2          |
| Aveiro                    | 74,5          | 7,0                       | 15,9                | 2,7          |
| Beja                      | 34,6          | 32,8                      | 7,0                 | 25,6         |
| Braga                     | 70,2          | 8,1                       | 19,0                | 2,8          |
| Braganza                  | 82,6          | 3,3                       | 11,4                | 2,7          |
| Castelo Branco            | 76,3          | 11,3                      | 8,6                 | 3,8          |
| Coímbra                   | 71,9          | 9,6                       | 14,1                | 4,3          |
| Évora                     | 36,0          | 34,8                      | 9,5                 | 19,7         |
| Faro                      | 52,9          | 24,8                      | 14,7                | 7,7          |
| Guarda                    | 82,9          | 4,2                       | 10,5                | 2,4          |
| Leiría                    | 76,6          | 9,2                       | 9,9                 | 4,4          |
| Lisboa                    | 53,4          | 23,9                      | 12,2                | 10,3         |
| Madeira                   | 72,4          | 9,0                       | 16,2                | 2,4          |
| Portalegre                | 56,1          | 16,6                      | 12,8                | 14,4         |
| Oporto                    | 60,4          | 11,6                      | 22,8                | 5,2          |
| Santarém                  | 56,7          | 20,1                      | 13,1                | 8,2          |
| Setúbal                   | 29,9          | 41,8                      | 9,6                 | 18,7         |
| Viana do Castelo          | 74,6          | 6,9                       | 14,7                | 3,7          |
| Vila Real                 | 81,6          | 4,1                       | 11,3                | 3,1          |
| Viseu                     | 81,2          | 3,9                       | 13,1                | 1,8          |
| Total                     | 61,59         | 16,46                     | 14,37               | 7,59         |

Fuentes :